# Segona divisió portuguesa de futbol
La Segona Divisió portuguesa de futbol (Liga de Honra en portuguès, que significa lliga d'honor) va ser fundada el 1990 i és la segona categoria del Campionat Portuguès de Futbol. Era coneguda com a Segona Divisão, fins i tot Segunda Liga durant una temporada, però en l'actualitat s'anomena Liga Vitalis per raons de patrocini. Està formada per 16 equips i els dos primers pugen a Primeira Liga, mentre que els dos últims equips baixen a II Divisão.
Fins a la temporada 2004/2005, al final del campionat, els tres primers classificats ascendien a la Primeira Liga, sent reemplaçats pels tres últims classificats d'aquesta. A partir de la següent temporada, es va reduir a dos equips els que pujaven i baixaven.

## Palmarès
- 1990-91:  FC Paços de Ferreira (1)
- 1991-92:  Sporting Espinho (1)
- 1992-93:  Estrela da Amadora (1)
- 1993-94:  FC Tirsense (1)
- 1994-95:  Leça FC (1)
- 1995-96:  Rio Ave FC (1)
- 1996-97:  SC Campomaiorense (1)
- 1997-98:  União Leiria (1)
- 1998-99:  Gil Vicente FC (1)
- 1999-00:  FC Paços de Ferreira (2)
- 2000-01:  CD Santa Clara (1)
- 2001-02:  Moreirense FC (1)
- 2002-03:  Rio Ave FC (2)
- 2003-04:  GD Estoril-Praia (1)
- 2004-05:  FC Paços de Ferreira (3)
- 2005-06:  SC Beira-Mar (1)
- 2006-07:  Leixões SC (1)
- 2007-08:  CD Trofense (1)
- 2008-09:  SC Olhanense (1)
- 2009-10:  SC Beira-Mar (2)
- 2010-11:  Gil Vicente FC (2)
- 2011-12:  GD Estoril-Praia (2)
- 2012-13:  CF Os Belenenses (1)
- 2013-14:  Moreirense FC (2)
- 2014-15:  CD Tondela (1)
- 2015-16:  FC Porto B (1)
- 2016-17:  Portimonense SC (1)